# 林神社 (明石市)
林神社（はやしじんじゃ）は、兵庫県明石市宮の上にある神社。旧社格は県社。
鎮座地は古く上野と呼ばれていたため「上野宮」または「上ノ宮明神」とも呼ばれる。「明石」の地名の由来になったとされる。秋祭りの一枚の布団太鼓が有名。

## 祭神
少童海神を主祭神に、彦火々出見命、豊玉姫命、葺不合尊、玉依姫命、御崎大神（みさきのおおかみ）を配祀する。

## 歴史
社伝に少童海神が海浜の巨大な赤石の上に顕現したところ、成務天皇8年にその赤石が風波によって海中に没したため、翌9年に再度海上の安全を見守ることのできる高台上に創建したのが創祀といい、明石市最古の神社であるという。
延長5年（927年）成立の『延喜式』神名帳では、播磨国明石郡に「林神社」として記載され、式内社に列している。
寛弘2年（1005年）に御崎大神以外の配祀神4柱を合祀し、以後「上宮五社大明神」と称した。 
明治時代に境外末社の御崎大神を合祀し、明治14年（1881年）には県社に昇格した。

## 交通アクセス
- 鉄道：山陽電車林崎松江海岸駅下車